# TI-99/4A
TI-99/4A — домашний компьютер, созданный компанией Texas Instruments (TI) и выпущенный на рынок в 1981 году, первоначально по цене в 525 долларов (продавался без монитора). Модель TI-99/4A — это улучшенный вариант не очень удачной (и довольно редкой) модели TI-99/4, выпущенной в 1979 году по цене в 1150 долларов (продавалась с монитором).
Компьютер представляет собой моноблок, материнская плата с процессором находится в том же корпусе под клавиатурой. Блок питания размещён справа от клавиатуры за слотом картриджа — эта выемка в корпусе была довольно горячей, пользователи называли его «местом для разогрева чашки с кофе». Внешний блок питания, отличающийся в разных странах, был по сути понижающим трансформатором.

## Технические характеристики
- Процессор: 16-разрядный TI TMS9900 на частоте 3 МГц
- Графика: 256×192 16 цветов (текстовый режим с произвольным знакогенератором + спрайты)
- Память:
  - 256 байт 16-разрядного статического ОЗУ, доступного процессору напрямую
  - 8 КБ 16-разрядного системного ПЗУ, доступного процессору напрямую
  - 16 КБ ОЗУ видеопроцессора (доступно центральному процессору через порт ввода-вывода и частично заменяет отсутствующее ОЗУ пользователя)
  - 18 КБ GROM, доступного процессору через порт ввода-вывода
  - ОЗУ/ПЗУ расширяемое с помощью картриджей
- Видеопроцессор: TI TMS9918A VDP, 4 основных видеорежима
- Звук: TI TMS9919, 3 канала с прямоугольной волновой формой + канал шума, раздельная 16-уровневая регулировка громкости для каждого канала

## Процессор

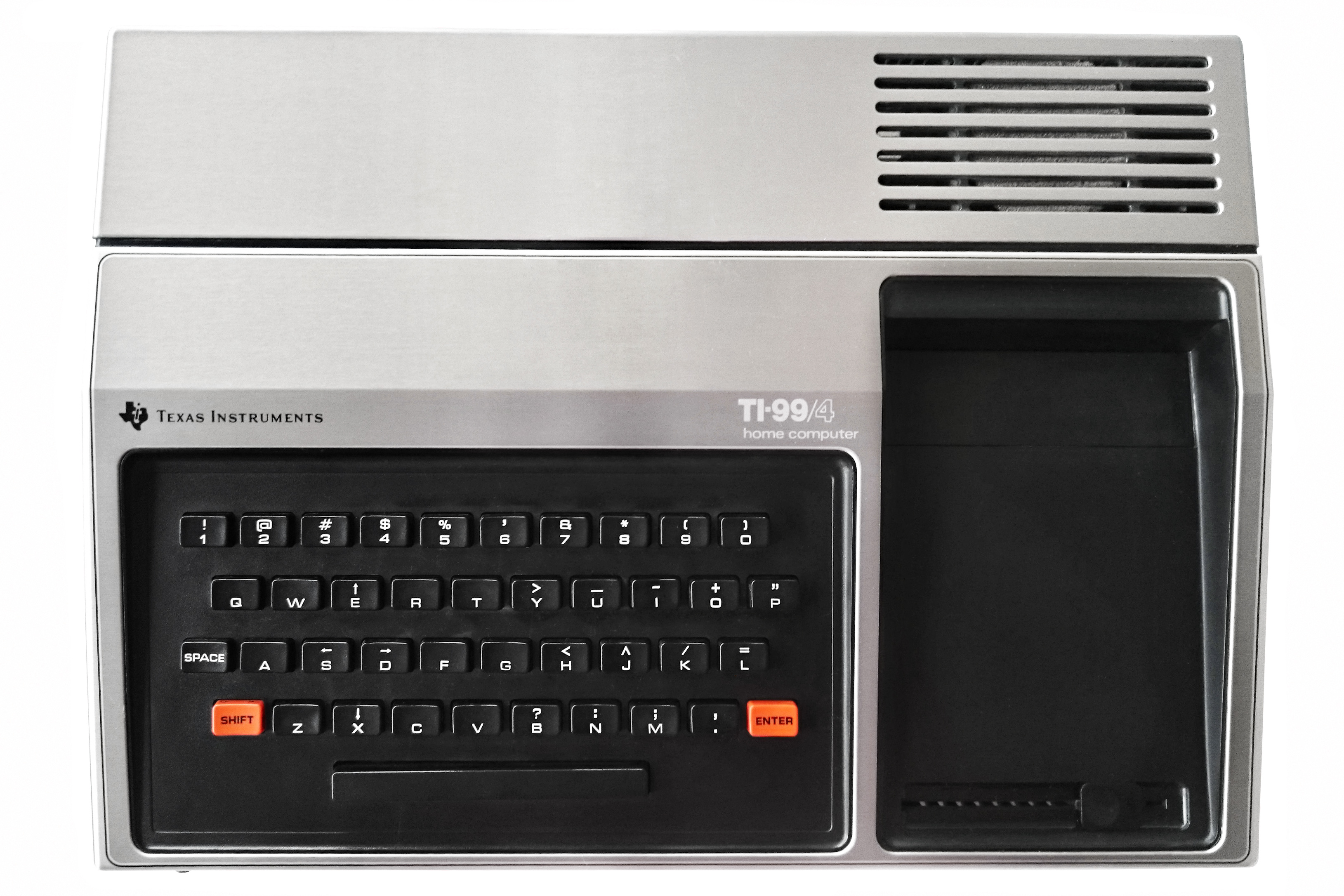
TI-99/4

В 1976 году фирма Texas Instruments (TI), одна из крупнейших фирм, выпускающих электронику, выпустила процессор Texas Instruments TMS9900, построенный по архитектуре мини-компьютера TI 990. Особенностью архитектуры было то, что микросхема процессора содержала только три встроенных регистра: счётчик команд, регистр состояния и указатель рабочего пространства; все остальные регистры размещались в оперативной памяти, по адресу, указанному регистром рабочего пространства. Процессор не пользовался большим спросом.
TI использовала TMS9900 в качестве основы персонального компьютера TI-99/4, выпущенного в 1979 году.
Это был первый 16-разрядный процессор (с 16-разрядной шиной данных), и его использование могло бы заметно повысить производительность компьютера. Однако к 16-разрядной шине были подключены только 256 байт статической памяти и системное ПЗУ. Остальная память (ОЗУ) и периферийные устройства были 8-разрядными и подключались через мультиплексор, что требовало удвоения числа циклов обращения к ним. Предположительно, такая схема была выбрана из-за проблем с выпуском новой 8-разрядной версии процессора, специально разрабатывавшейся для этого компьютера, в то время как производство TMS9900 было хорошо освоено. Использование 8-разрядного доступа к ОЗУ, внешним устройствам и картриджам, совместное использование ОЗУ видеопроцессором и медленная работа интерпретатора языка Бейсик, самого написанного на промежуточном интерпретируемом языке Graphics Programming Language (что приводило к двойной интерпретации), привело к тому, что увеличения производительности по сравнению с 8-разрядными процессорами не произошло.
Из-за отсутствия регистров общего назначения все команды работали с памятью, что тоже не добавляло скорости.
Шина адреса у этого процессора тоже была 16 бит, что позволяло адресовать лишь 64 Килобайта памяти. 16-разрядный процессор Intel 8086, который уже был на рынке, имел шину адреса в 20 бит и, соответственно, позволял адресовать до 1 Мб памяти.
Компьютер TI-99/4A не выдерживал никакой конкуренции, и фирме Texas Instruments пришлось снизить цену компьютера ниже себестоимости. И в 1984 году из-за колоссальных убытков они отказалась от дальнейшего производства и развития этого компьютера.

## Видеопроцессор
В этом компьютере используется видеопроцессор TMS9918, как в компьютерах MSX. Видеопроцессор умеет отображать текстовые режимы 32×24 (который в описании называется Graphics I mode) и 40×24 символа. Размер символа 8×8 пикселей для 32×24, и 6×8 пикселей для 40×24. Знакогенератор содержит 256 символов, которые программист может изменять.
При этом в режиме 32x24 цвет определяется для групп кодов символов, а не для знакоместа, то есть символ с конкретным кодом в любом месте экрана имеет определённые цвет фона и цвет текста.
Также был графический режим 256x192 (Graphics II mode). Этот режим похож на режим Graphics I mode, но имеет возможность задания трех наборов символов для каждой трети экрана (верхней, средней и нижней). В этом режиме каждая строка каждого знакоместа может содержать пиксели двух различных цветов.
Полноцветный графический режим тоже поддерживался: 64×48 пикселей, 16 цветов.
В графических режимах (к которым относился и режим 32x24) видеопроцессор позволял отображать в произвольных местах экрана 32 одноцветных спрайта 8×8 (или 16×16). Видеопроцессор мог отображать не более 4 спрайтов на одной строке экрана. Наложением спрайтов друг на друга можно было получить многоцветные спрайты.
Аппаратной прокрутки не было.

## Носители информации
Программы для этого компьютера распространялись на аудиокассетах, картриджах с ПЗУ и дискетах.
Для TI-99/4A было выпущено более 200 игр на картриджах.
Крупные фирмы распространяли свои программы на картриджах с ПЗУ. То есть объём программы мог быть произвольным, и при этом всегда оставалось 16 Кбайт ОЗУ (не считая неиспользуемой видеопамяти) для собственных нужд. Некоторые картриджи содержали расширение ОЗУ.

## GROM
Как и другие домашние компьютеры того времени, TI-99/4 и TI-99/4A поставлялись с языком программирования Бейсик — TI BASIC, основанный на ANSI-стандарте языка, но плохо совместимый с широко распространённым Microsoft BASIC.
Но ПЗУ компьютера содержало не Бэйсик, а интерпретатор байт-кода, который назывался GPL. Программы для этого интерпретатора были записаны в специализированные ПЗУ, которые назывались GROM (Graphics ROM).
Чтение данных из GROM осуществлялось через 8-битные порты ввода-вывода. При этом GROM работала намного медленнее процессора.
Производительность программ, записанных в GROM, была крайне низкая. Никаких активных игр с использованием GROM написано не было. Почти для всех игр программисты использовали стандартное ПЗУ и машинный код. А GROM использовался лишь там, где производительность была не нужна, например, для стартового меню игр.
Адресное пространство GROM составляет тоже 64 Кб, но последние 2 Кб каждых 8 Кб данных не использовались. Таким образом, полезный объём данных составлял 48 Кбайт.
Бэйсик, использовавшийся в этом компьютере, был написан на языке GPL и записан в микросхему GROM, установленную внутри компьютера. То есть, интерпретатор Бэйсика сам написан на интерпретаторе. Это назвали двойной интерпретацией.
Программа, написанная на Бэйсике, хранится в видеопамяти. Доступ к ней возможен только через медленные порты ввода-вывода видеопроцессора.
Из-за сложности и медленности растровой графики встроенный Бэйсик и «Extended BASIC» на картридже не имели команд рисования точек, линий, кругов, закраски.
Интересной особенностью встроенного Бэйсика был знакогенератор, где 160 символов были пустыми, а строчные буквы выглядели как заглавные.